# Васисдас

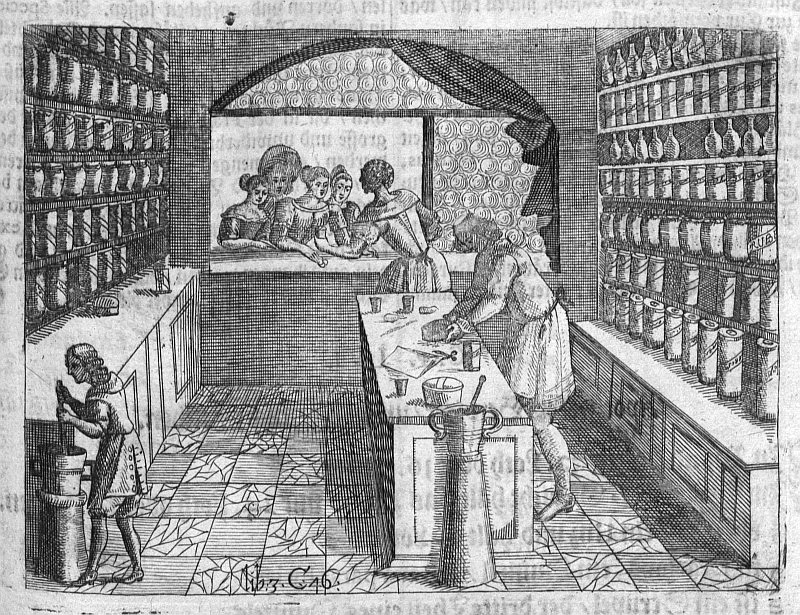
Аптека с васисдасом (покупатели стоят на улице)

Васисда́с (устаревшее, от нем. Was ist das? — «что это такое?» через фр. vasistas — «форточка») — окно в стене магазина, с открывающейся створкой или решёткой, предназначенное для продаж.
С этим смыслом связано также шутливое прозвище немца в Российской империи, занимающегося торговлей. 
Во французском просторечии зарегистрировано употребление этого слова в форме vagistas.
В Средние века стекло оставалось дорогим, потому окно магазина закрывалось ставнями, из которых во время работы магазина создавался прилавок, покупатели при этом находились на улице. Только в XVIII веке, с удешевлением стекла и созданием застеклённых фасадов, торговля переместилась внутрь помещения (витрины из листового стекла, подобные современным, начали появляться лишь во второй половине XIX века).
Небольшие магазины в России продолжали использовать васисдас в XIX веке, но к концу века термин практически исчез из русского языка и сохранился лишь благодаря использованию слова в известной строфе «Евгения Онегина»:
…

И хлебник, немец аккуратный,

В бумажном колпаке, не раз

Уж отворял свой васисдас.
А. С. Пушкин
Евгений Онегин. 1, 35
Здесь Пушкин сообщает нам, что булочник успел совершить несколько продаж, и применяет игру слов между германизмом во французском языке фр. vasistas и жаргонной кличкой немца. А. Е. Аникин предполагает роль Пушкина в том, что заимствованное французское слово стало писаться на немецкий лад. Известно, что в пушкинские времена петербургские немцы, занимавшиеся продажей хлеба, нижнюю часть окна магазина заменяли открывавшейся наружу медной створкой, которую, когда покупатель в неё постучит, открывали: она опускалась наружу, наподобие миниатюрного подъёмного моста, и таким образом служила своеобразным прилавком.
В водевиле П. А. Каратыгина «Булочная, или Петербургский немец» молодой чиновник Шагаев, волочащийся за Марьей Ивановной, дочерью немецкого булочника Клейстера, чтобы чаще и удобнее видеться с ней, заказывает в булочной такие огромные кренделя, которые никак не могли бы пройти через васисдас.